# Jung Ji-so
Hyun Seung-min (en hangul, 현승민; Seúl, 17 de septiembre de 1999) conocida profesionalmente como Jung Ji-so (정지소), es una actriz y expatinadora artística surcoreana. Es conocida internacionalmente sobre todo por su personaje Park Da-hye en la película Parasite.

## Carrera
Debutó como actriz infantil en 2012 en el drama May Queen.

## Filmografía

### Series de televisión
| Año     | Título                        | Personaje                 | Red     | Notas         | Ref.         |
| ------- | ----------------------------- | ------------------------- | ------- | ------------- | ------------ |
| 2012    | May Queen                     | Jang In-hwa               | MBC     |               |              |
| 2012    | It Was Love                   | Choi Sun-jung             | MBC     |               |              |
| 2013    | Samsaengi                     | Seok Sam-saeng            | KBS2    | TV Novel      |              |
| 2013    | The Blade and Petal           | Cho-hee                   | KBS2    |               |              |
| 2013    | Empress Ki                    | Ki Seung Nyang            | MBC     |               |              |
| 2013    | Eun-guk and the Ugly Duckling | Eun-soo                   | KBS2    | Drama Special | [ 3 ]        |
| 2014    | My Spring Days                | Kang Poo-reum             | MBC     |               |              |
| 2015    | Hyde Jekyll, Me               | Jang Ha-na                | SBS     |               |              |
| 2015    | Splendid Politics             | Eun-seol                  | MBC     |               |              |
| 2016    | W                             | Oh Yeon-joo (de joven)    | MBC     |               |              |
| 2020    | The Cursed                    | Baek So-jin               | tvN     |               | [ 4 ]        |
| 2021    | Doom at Your Service          | So Nyeo-shin / Kim Ji-eun | tvN     |               |              |
| 2021    | Imitation                     | Lee Ma-ha                 | KBS2    |               |              |
| 2021    | Hellbound                     | Ángel                     | Netflix | Serie web     | [ 5 ]        |
| 2022    | Curtain Call                  | Seo Yoon-hee              | KBS2    |               | [ 6 ] [ 7 ]  |
| 2022    | The Glory                     | Moon Dong-eun (de joven)  | Netflix | Serie web     | [ 8 ]        |
| 2024-25 | Who Is She                    | Oh Doo-ri                 | KBS2    |               | [ 9 ] [ 10 ] |

### Cine
| Año  | Título                          | Personaje   | Ref.   |
| ---- | ------------------------------- | ----------- | ------ |
| 2014 | Daughter                        | San         |        |
| 2015 | The Tiger: An Old Hunter's Tale | Seon-yi     |        |
| 2019 | Parasite                        | Park Da-hye |        |
| 2021 | The Cursed: Again               | Baek So-Jin | [ 11 ] |

## Premios y nominaciones
| Año  | Premio                | Categoría               | Papel        | Resultado | Ref.   |
| ---- | --------------------- | ----------------------- | ------------ | --------- | ------ |
| 2020 | Premios Baeksang Arts | Mejor actriz revelación | The Cursed   | Nominada  | [ 12 ] |
| 2022 | Premios KBS Drama     | Mejor actriz revelación | Curtain Call | Ganadora  | [ 13 ] |